# Banebdžedet

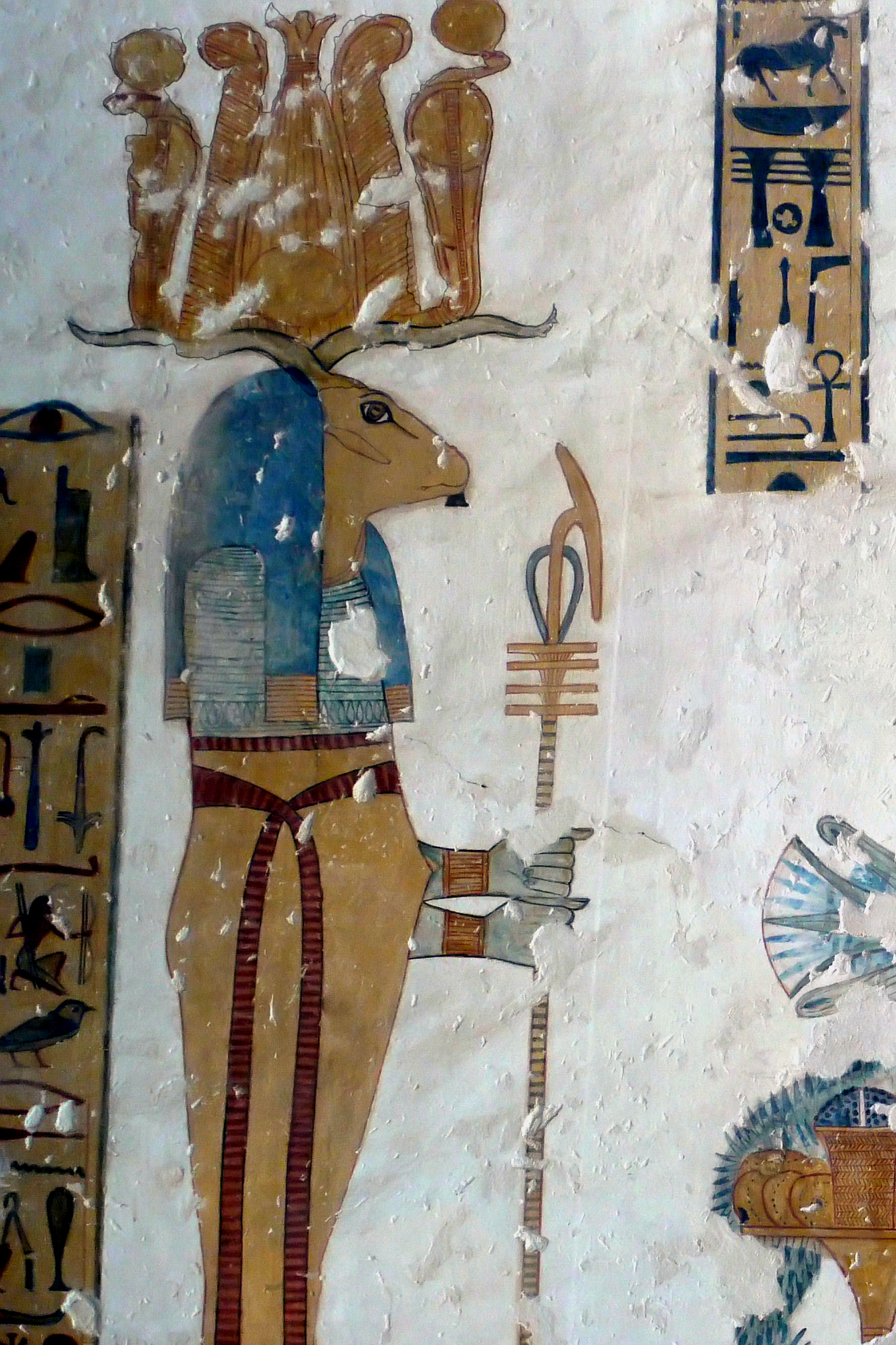
Banebdžedet

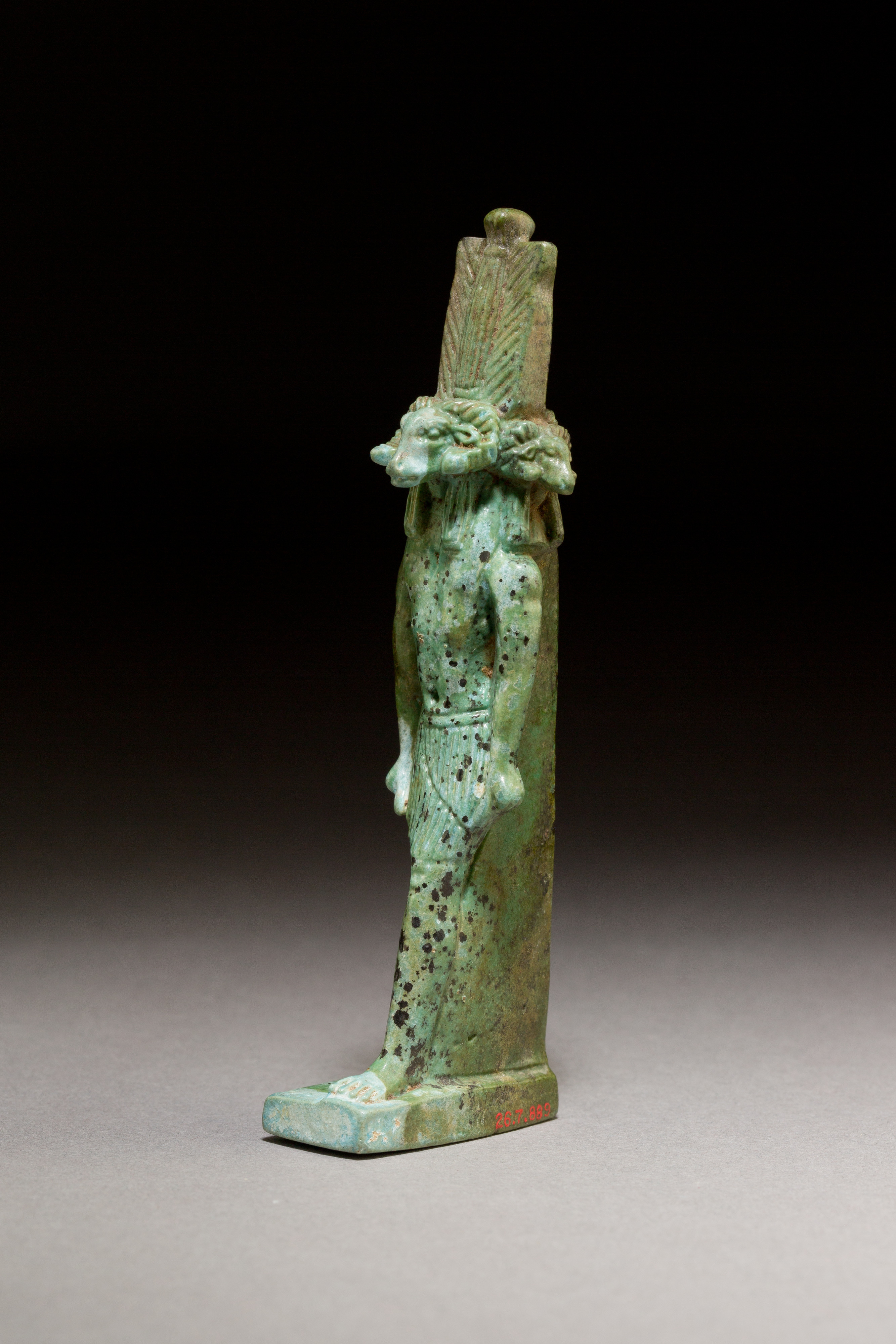
Banebdžedet zobrazen se čtyřmi beraními hlavami.

Banebdžedet (Banebdžed) byl egyptský bůh v podobě berana s kultovním střediskem v Mendesu.
V Horním Egyptě byl jeho obdobou beraní bůh Chnum.

## Rodina
Jeho manželkou byla bohyně Hatmehit, která byla snad původním božstvem města Mendes. Jejich potomek byl Harpokratés a tvořili dohromady takzvanou „Triádu z Mendesu“.

## Zobrazení
Běžně byl Banebdžedet zobrazován se čtyřmi hlavami beranů, kteří reprezentovali čtyři Ba boha Rea.

## Záznamy
Kniha Nebeské krávy popisuje „Berana z Mendesu“ jako Ba boha Usira. Podle příběhu datovaného do období Nové říše byl požádán, aby rozsoudil spor mezi Horem a Sutechem. Banebdžedet navrhl, aby Sutech dostal trůn, jelikož je starší bratr Usira.